# Hrafn Oddsson
Hrafn Oddsson (1225 – 1289) fue un caudillo medieval y goði de Islandia que tuvo un papel relevante durante la guerra civil islandesa, episodio histórico conocido como Sturlungaöld. Pertenecía al clan familiar de los Seldælir; era hijo primogénito de Oddur Álason y su esposa era hija de Hrafn Sveinbjarnarson.
Casó con Thurid (1228 – 1288), hija de Sturla Sighvatsson y tuvo su hacienda en Sauðafell. A la muerte de Kolbeinn ungi Arnórsson, su sucesor Þórður kakali Sighvatsson tomó el control de los clanes favorables en la lucha de los Sturlungar en Dalasýsla. Cuando Þórður kakali se desplazó a Noruega, se encargó de afirmar su influencia y poder entre los partidarios de Hrafn y suyos propios, Sturla Þórðarson y Þorleifur Þórðarson. Con la aparición en escena de Þorgils skarði Böðvarsson en 1252 se acentuaron las diferencias de los opositores con Hrafn y Sturla.
Hrafn fue invitado a la boda de Hallur Gissurarson e Ingibjörg Sturludóttir en una hacienda de Flugumýri pero cuando llegó a Skagafjörður, su pariente Eyjólfur ofsi Þorsteinsson le habló de los planes de atacar. Llegó a Hólar tras los ataques, un oscuro capítulo conocido como Flugumýrarbrenna (la quema de Flugumýr) donde se unió a los incendiarios para dirigirse posteriormente a Eyjafjarður.
En 1254 Hrafn y Gissur Þorvaldsson llegaron a un acuerdo de compensación por las muertes, pero más tarde Gissur manifestó que no había tal acuerdo ya que estaba decidido a castigar de antemano a Hrafn con la ceguera o la castración. A partir de aquí se desencadenaron los acontecimientos que desembocarían en la batalla de Þverárfundur. No obstante, en el althing de 1262 llegaron a una paz definitiva.
En 1270 fue elegido gobernador (hirðstjórar) por el rey Haakon IV de Noruega junto a Ormur Ormsson del clan Svínfellingar, pero Ormur murió ahogado en un naufragio camino a Noruega y desempeñó su cargo en solitario. Tuvo bastantes enfrentamientos con el intento de los obispos de confiscar y someter las propiedades relacionadas con la iglesia (proceso conocido como staðamál síðari). En 1288 Árni Þorláksson fue nominado obispo y Hrafn murió el 22 de noviembre del año siguiente.

## Vikingo
En Landnámabók aparece otro personaje con el mismo nombre, Hrafn hlymreksfari Oddsson (n. 966), bóndi de Hlymrekafari.